# شهرك صنعتي (شاهين دج)
شهرك صنعتي هي قرية في مقاطعة شاهين دج، إيران. عدد سكان هذه القرية هو 14 في سنة 2006.